# Birgit Zeimetz
Birgit Zeimetz (* 23. August 1960 in Bitburg) ist eine deutsche Politikerin (CDU), ehemalige Abgeordnete des Hessischen Landtags und ehemalige hauptamtliche Dezernentin in Wiesbaden.

## Ausbildung und Beruf
Nach dem Abitur studierte Zeimetz von 1979 bis 1984 Rechtswissenschaften an der Universität Mainz. Das Referendariat absolvierte sie beim Landgericht Wiesbaden. Anschließend war sie von 1987 bis 1988 wissenschaftliche Mitarbeiterin der CDU-Stadtverordnetenfraktion Wiesbaden und von 1989 bis 1990 Referentin beim Hessischen Landkreistag, bis sie 1990 Richterin am Verwaltungsgericht wurde.
Birgit Zeimetz war ab 1994 mit Ralph Alexander Lorz verheiratet und Mutter zweier Kinder. Das Paar ist inzwischen geschieden.

## Politik
Birgit Zeimetz ist seit 1983 Mitglied der CDU und dort Mitglied im Kreis- und Bezirksvorstand, seit 2004 stellvertretende Vorsitzende der CDU Wiesbaden. Von 1995 bis 2005 war sie zusätzlich Kreisvorsitzende der Frauen-Union.
Von 1993 bis 1995 war sie Stadtverordnete in Wiesbaden.
Vom 5. April 1995 bis zum 30. September 2007 war sie Abgeordnete im hessischen Landtag für den Wahlkreis Wiesbaden II. Nach ihrem Ausscheiden rückte Marion Petri in den Landtag nach. Im Landtag war Zeimetz seit dem 5. April 1999 stellvertretende Fraktionsvorsitzende der CDU-Fraktion. Sie war Vorsitzende des Untersuchungsausschusses 16/3, seit dem 5. April 2003 stellvertretende Vorsitzende des Rechtsausschusses und Mitglied im Innenausschuss, in der Artikel 13 Grundgesetz-Kommission, der Kommission gemäß dem Ausführungsgesetz zum Gesetz zu Art. 10 Grundgesetz (G 10-Kommission), und der Parlamentarischen Kontrollkommission nach § 20 des Gesetzes über das Landesamt für Verfassungsschutz (PKV). Daneben war sie Mitglied der Versammlung der Hessischen Landesanstalt für privaten Rundfunk, des Verwaltungsausschusses beim Staatstheater Wiesbaden, des Wahlausschusses zur Wahl der richterlichen Mitglieder des Staatsgerichtshofs sowie dem Wahlprüfungsgericht.
Frau Zeimetz war 2004 Mitglied der 12. Bundesversammlung.
Vom 1. Oktober 2007 bis 30. September 2013 war Birgit Zeimetz hauptamtliche Dezernentin in Wiesbaden. Sie hatte angekündigt das Amt zum 1. Oktober 2013 aufzugeben und wieder Verwaltungsrichterin zu werden.

## Sonstige Ämter
Sie war Mitglied der Versammlung der Hessischen Landesanstalt für den privaten Rundfunk (LPR).